# Květoňov
Květoňov je malá vesnice, část města Kaplice v okrese Český Krumlov. Nachází se asi 3,5 km na jihovýchod od Kaplice. Vesnicí prochází silnice II/158. Je zde evidováno 8 adres.
Květoňov leží v katastrálním území Mostky o výměře 7,36 km².

## Název
Květoňov byl dříve uváděn také jako Kvítky, další varianty názvu vesnice byly: Kwietonow, Kwithow, Quietkow, Quietonow, německy Steinbach.

## Historie
První písemná zmínka o vesnici pochází z roku 1349. Od zavedení obecního zřízení v polovině 19. století byl Květoňov osadou obce Mostky. Od roku 1961 je částí města Kaplice.

## Náboženství
Květoňov spadal pod římskokatolickou farnost Blansko u Kaplice, po zrušení této farnosti spadá pod římskokatolickou farnost Kaplice.

## Další fotografie

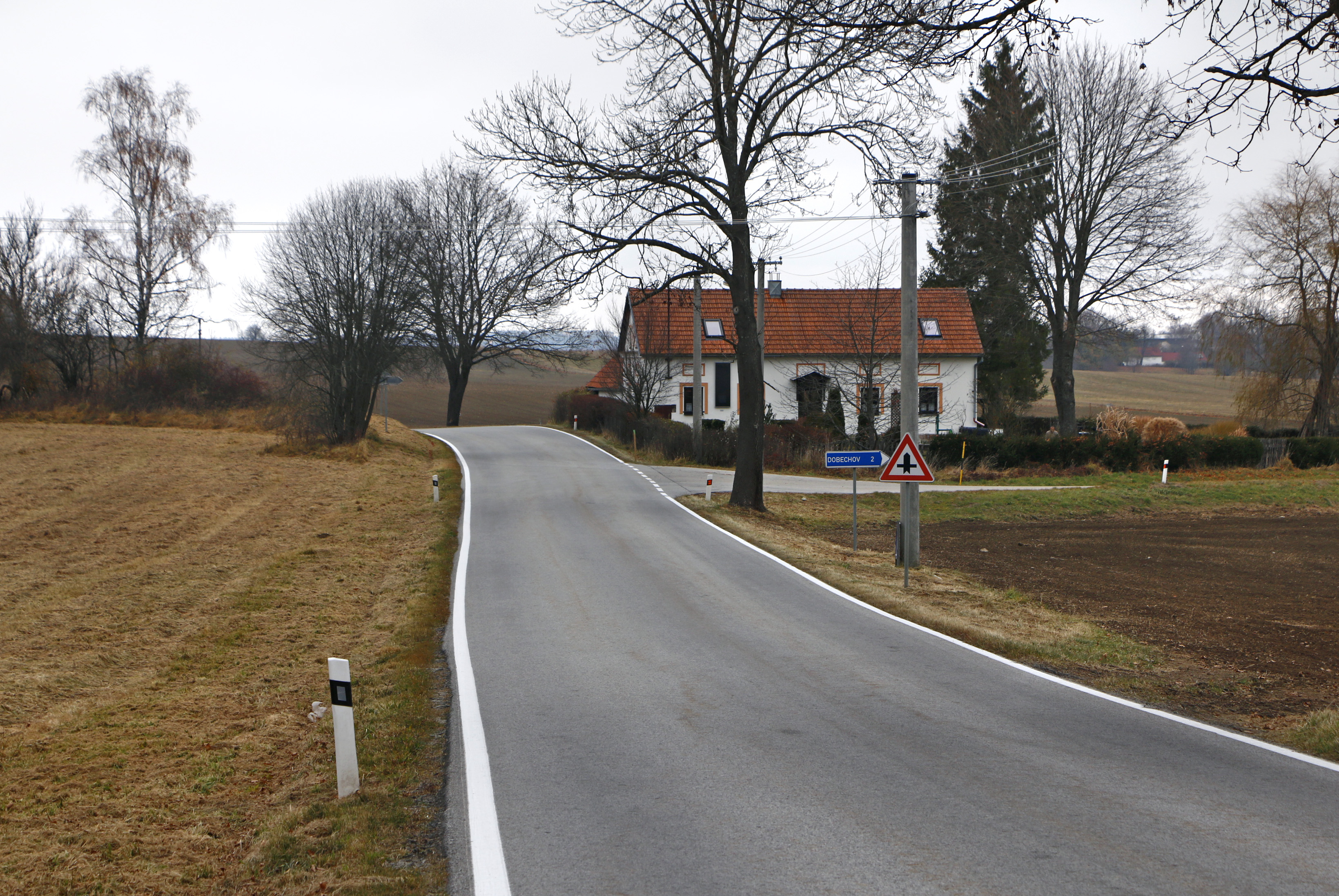
Křižovatka
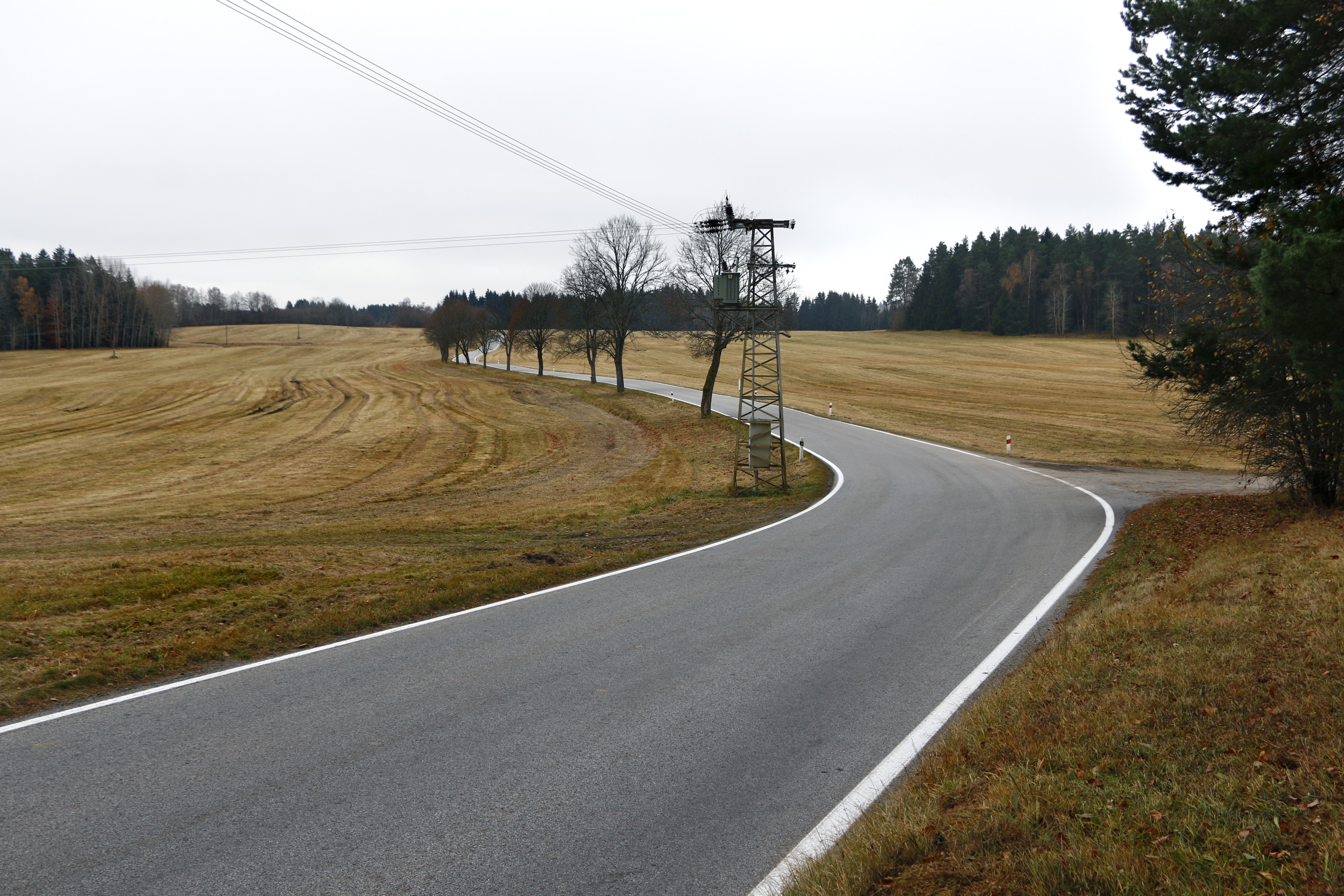
Silnice II/158 u vesnice